# Liste der Fürsten im Deutschen Bund
Dies ist die Liste der Fürsten im Deutschen Bund. Für weitere Details zur Geschichte siehe den Artikel Deutscher Bund. Für die Fortsetzung der Liste nach der Auflösung des Deutschen Bundes 1866 siehe auch die Liste der Fürsten im Deutschen Kaiserreich.

## Kaiser

### Kaiser vonÖsterreich(Habsburg)
- 1804–1835: Franz I.
- 1835–1848: Ferdinand I.
- 1848–1916: Franz Joseph I.

## Könige

### Könige vonBayern(Wittelsbach)
- 1806–1825: Maximilian I. Joseph
- 1825–1848: Ludwig I.
- 1848–1864: Maximilian II.
- 1864–1886: Ludwig II.

### Könige vonHannover(Haus Hannoverals Zweig derWelfen)
- 1814–1820: Georg III.
- 1820–1830: Georg IV.
- 1830–1837: Wilhelm IV.
- 1837–1851: Ernst August I.
- 1851–1866: Georg V.

### Könige vonPreußen(Hohenzollern)
- 1797–1840: Friedrich Wilhelm III.
- 1840–1861: Friedrich Wilhelm IV.
- 1861–1888: Wilhelm I.

### Könige vonSachsen(Albertinerals Zweig derWettiner)
- 1806–1827: Friedrich August I.
- 1827–1836: Anton
- 1836–1854: Friedrich August II.
- 1854–1873: Johann

### Könige vonWürttemberg(Württemberg)
- 1806–1816: Friedrich I.
- 1816–1864: Wilhelm I.
- 1864–1891: Karl I.

## Großherzöge

### Großherzöge vonBaden(„Zähringer“)
- 1811–1818: Karl
- 1818–1830: Ludwig I.
- 1830–1852: Leopold
- 1852–1856: Ludwig II.
- 1856–1907: Friedrich I.

### Großherzöge vonHessen-Darmstadt(Hessenals Zweig derReginare)
- 1806–1830: Ludwig I.
- 1830–1848: Ludwig II.
- 1848–1877: Ludwig III.

### Großherzöge vonLuxemburg(Oranien-Nassau)
- 1815–1840: Wilhelm I.
- 1840–1849: Wilhelm II.
- 1849–1890: Wilhelm III.

### Großherzöge vonMecklenburg-Schwerin(Obotriten)
- 1785–1837: Friedrich Franz I.
- 1837–1842: Paul Friedrich
- 1842–1883: Friedrich Franz II.

### Großherzöge vonMecklenburg-Strelitz(Obotriten)
- 1794–1816: Karl II.
- 1816–1860: Georg
- 1860–1904: Friedrich Wilhelm

### Großherzöge vonOldenburg(Holstein-Gottorp)
- 1785–1823: Wilhelm (Herzog)
- 1823–1829: Peter Friedrich Ludwig (Herzog)
- 1829–1853: August
- 1853–1900: Nikolaus Friedrich Peter

### Großherzöge vonSachsen-Weimar-Eisenach(Sachsen-Weimarals Zweig derWettiner)
- 1815–1828: Carl August
- 1828–1853: Carl Friedrich
- 1853–1901: Carl Alexander

## Kurfürsten

### Kurfürsten von Hessen-Kassel(Haus Hessenals Zweig derReginare)
- 1803–1821: Wilhelm I.
- 1821–1847: Wilhelm II.
- 1847–1866: Friedrich Wilhelm

## Herzöge

### Herzöge vonAnhalt(Askanier)
- 1863–1871: Leopold IV. Friedrich

### Herzöge vonAnhalt-Bernburg(Askanier)
- 1796–1834: Alexius Friedrich Christian
- 1834–1863: Alexander Karl

### Herzöge vonAnhalt-Dessau(Askanier)
- 1751–1817 Leopold III. Friedrich Franz
- 1817–1853 Leopold IV. Friedrich

### Herzöge vonAnhalt-Dessau-Köthen(Askanier)
- 1853–1863: Leopold IV. Friedrich

### Herzöge vonAnhalt-Köthen(Askanier)
- 1812–1818 Ludwig August
- 1818–1830 Ferdinand Friedrich (Linie Anhalt-Köthen-Pleß)
- 1830–1847 Heinrich

### Herzöge vonBraunschweig(Welfen)
- 1815–1831: Karl II.
- 1831–1884: Wilhelm

### Herzöge vonHolstein(Oldenburg)
- 1808–1839: Friedrich VI.
- 1839–1848: Christian VIII.
- 1848–1863: Friedrich VII.
- 1863–1864: Christian IX.

### Herzöge vonLauenburg(Oldenburg/Hohenzollern)
- 1815–1839: Friedrich I.
- 1839–1848: Christian I.
- 1848–1863: Friedrich II.
- 1863–1864: Christian II.
- 1865–1876: Wilhelm I.

### Herzöge vonLimburg(Oranien-Nassau)
- 1839–1840: Wilhelm I.
- 1840–1849: Wilhelm II.
- 1849–1866: Wilhelm III.

### Herzöge vonNassau(Nassau-Weilburg/Nassau-Usingen)
- 1806–1816: Friedrich August (Herzog) und Friedrich Wilhelm (Fürst)
- 1816–1839: Wilhelm
- 1839–1866: Adolph

### Herzöge vonSachsen-Altenburg(Haus Sachsen-Altenburgals Zweig derWettiner)
- 1826–1834: Friedrich
- 1834–1848: Joseph
- 1848–1853: Georg
- 1853–1908: Ernst I.

### Herzöge vonSachsen-Coburg und Gotha(Haus Sachsen-Coburg und Gothaals Zweig derWettiner)
- 1826–1844: Ernst I.
- 1844–1893: Ernst II.

### Herzöge vonSachsen-Coburg-Saalfeld(Haus Sachsen-Coburg und Gothaals Zweig derWettiner)
- 1806–1826: Ernst I.

### Herzöge vonSachsen-Gotha-Altenburg(Haus Sachsen-Gotha-Altenburgals Zweig derWettiner)
- 1804–1822: August
- 1822–1825: Friedrich IV.

### Herzöge vonSachsen-Hildburghausen(Haus Sachsen-Hildburghausenals Zweig derWettiner)
- 1780–1826: Friedrich

### Herzöge vonSachsen-Meiningen(Haus Sachsen-Meiningenals Zweig derWettiner)
- 1803–1866: Bernhard II.

## Landgrafen

### Landgrafen vonHessen-Homburg(Haus Hessenals Zweig derReginare)
- 1815–1820: Friedrich V.
- 1820–1829: Friedrich VI.
- 1829–1839: Ludwig
- 1839–1846: Philipp
- 1846–1848: Gustav
- 1848–1866: Ferdinand

## Fürsten

### Fürsten vonHohenzollern-Hechingen(Schwäbische Hohenzollern)
- 1810–1838: Friedrich
- 1838–1849: Konstantin

### Fürsten vonHohenzollern-Sigmaringen(Schwäbische Hohenzollern)
- 1785–1831: Anton Alois
- 1831–1848: Karl
- 1848–1849: Karl Anton

### Fürsten vonLiechtenstein(Liechtenstein)
- 1805–1836: Johann I. Josef
- 1836–1858: Alois II.
- 1858–1929: Johann II.

### Fürsten vonLippe(Lippe)
- 1802–1851: Leopold II.
- 1851–1875: Leopold III.

### Fürsten vonReuß-Ebersdorf(Reuß)
- 1806–1822: Heinrich LI.
- 1822–1848: Heinrich LXXII.

### Fürsten vonReuß jüngere Linie(Reuß)
- 1848–1854: Heinrich LXII.
- 1854–1867: Heinrich LXVII.

### Fürsten vonReuß-Lobenstein(Reuß)
- 1805–1824: Heinrich LIV.

### Fürsten vonReuß-Lobenstein-Ebersdorf(Reuß)
- 1824–1848: Heinrich LXXII.

### Fürsten vonReuß ältere Linie(Reuß)
- 1800–1817: Heinrich XIII.
- 1817–1836: Heinrich XIX.
- 1836–1859: Heinrich XX.
- 1859–1902: Heinrich XXII.

### Fürsten vonReuß-Schleiz(Reuß)
- 1806–1818: Heinrich XLII.
- 1818–1854: Heinrich LXII.

### Fürsten vonSchaumburg-Lippe(Lippe)
- 1807–1860: Georg Wilhelm
- 1860–1893: Adolf I. Georg

### Fürsten vonSchwarzburg-Rudolstadt(Schwarzburg)
- 1807–1867: Friedrich Günther
- 1867–1869: Albert

### Fürsten vonSchwarzburg-Sondershausen(Schwarzburg)
- 1794–1835: Günther Friedrich Karl I.
- 1835–1880: Günther Friedrich Karl II.

### Fürsten vonWaldeck(Waldeck)
- 1813–1845: Georg II.
- 1845–1893: Georg Viktor